# Andreas Harboe
Andreas Harboe (Christiania, 8 de mayo de 1648-Szilágisomlyó, 9 de julio de 1706) fue un oficial noruego danés, hermano de Jens Harboe.

## Biografía

### Primeros años
Nació en Christiania (Oslo), donde su padre, Christopher Harboe (muerto en 1652 como oficial de aduanas en Svinesund), era entonces contador en el Commissariatshuset, la madre, Ursula Andreasdatter Kaal (Kohl), era hija de un ciudadano de Copenhague. Después de ser educado en la Tøjhus de Copenhague durante cuatro años (desde 1665), Harboe fue enviado al extranjero para continuar su educación en 1669 mientras conservaba su salario como artificiero. Era capitán de artillería al servicio de Guillermo de Orange cuando fue llamado a Dinamarca con el estallido de la guerra de Escania. Durante la guerra, fue ampliamente utilizado como comandante, primero de la Compañía de Artesanos, y más tarde en "Gran Reserva y Artillería de Campaña". Entre otras acciones, participó en los sitios de Helsingborg (1676) y Bohuslän (1678) y ascendió rápidamente a mayor (junio de 1676) y teniente coronel (marzo de 1677).

### En Holstein
Tras la paz fue enviado a Holstein como comandante en jefe de la entonces fuerza de artillería, que se reunió en un solo cuerpo bajo su mando. También organizó y comandó la artillería de campaña, para la que había un uso especial en esta parte del país, donde durante varios años, por así decirlo, todavía se estaba en campaña. En 1682 fue nombrado coronel, en 1693, tras la ocupación de Ratzeburgo, como mayor general. Fue testigo del sitio de Namur de 1695 en la guerra de los Nueve Años. De 1690 a 1698 fue comandante en Glückstadt, hasta que las dependencias del estado mayor de la artillería Holstein se trasladaron a Rendsburg. Harboe tuvo un papel importante en la expansión de las fortalezas de esta localidad (Neuwerk) y construyó una granja de gran tamaño, que se convertiría en la residencia del comandante. Sin embargo, destaca especialmente la empresa que desarrolló como diseñador en esos años, una empresa que, aunque ya no se puede demostrar en detalle, debe haber sido bastante significativa, pues produjo el primer sistema danés de calibre, usado durante generaciones en Dinamarca.

### La Gran Guerra del Norte y la guerra de sucesión española
Durante la campaña de Holstein en 1700, Harboe se desempeñó como comandante de artillería y dirigió el ataque de la misma sobre Tönning, y tras ella finalizó su servicio en la práctica en este ejército (aunque no renunció formalmente al puesto de cuerpo Holstein hasta cinco años después). En el otoño de 1700 fue enviado como comandante adjunto con las tropas auxiliares a Sajonia, en 1701 a Flandes como mayor general de infantería de marina y comandante del 2.º Batallón del Regimiento de Infantería de Zelanda. En las dos campañas posteriores participó en los combates por varias fortalezas. El 25 de agosto de 1703, comandó el asalto en Huy.
El 25 de junio de 1704, fue nombrado teniente general y comandante del cuerpo auxiliar danés, del que también asumió el 1.er Regimiento de Infantería en lugar de su batallón. Medio año después recibió la Cinta Blanca. El cuerpo, que, cuando Harboe lo recibió, se encontraba en cuarteles de invierno alrededor de Ratisbona, fue conducido el verano siguiente a Hungría, donde se incorporó al ejército que debía sofocar, en favor delSacro Imperio, el levantamiento de Francisco Rákóczi II. Después de haber participado con gran honor en las batallas en el río Váh (11 de agosto) y en el importante paso de Zsibó (Jibou) (15 de noviembre). Hacia final de la guerra, las tropas danesas fueron acuarteladas en Transilvania, donde sufrieron impagos como resultado de la deshonestidad de la corte vienesa en asuntos de dinero. En el verano de 1706 se ordenó al cuerpo que regresara a Alemania, pero Harboe no llegó tan lejos. El 29 de julio, en Șimleu Silvaniei, no lejos de Oradea, fue asesinado de un tiro de su propio guardia mientras estaba sentado a la mesa con sus oficiales. Su cuerpo fue llevado a Dinamarca y descansa en un magnífico ataúd de mármol en la catedral de Roskilde. Él y su hermano habían recibieron un certificado de armas en 1684.
Estuvo casado (desde 8 de marzo de 1678) con Anna Bülche (†28 de noviembre de 1720) en Rendsborg. Contrajo matrimonio por primera vez por primera vez en 1667 ante el juez del condado de Zelanda Jesper Hiort (1641-1673), con la hija del presidente de Copenhague, el doctor Peter Bülche (1605 - 1671), Margrete Thombs (fallecida en 1663).